# Aitos Logistics Center

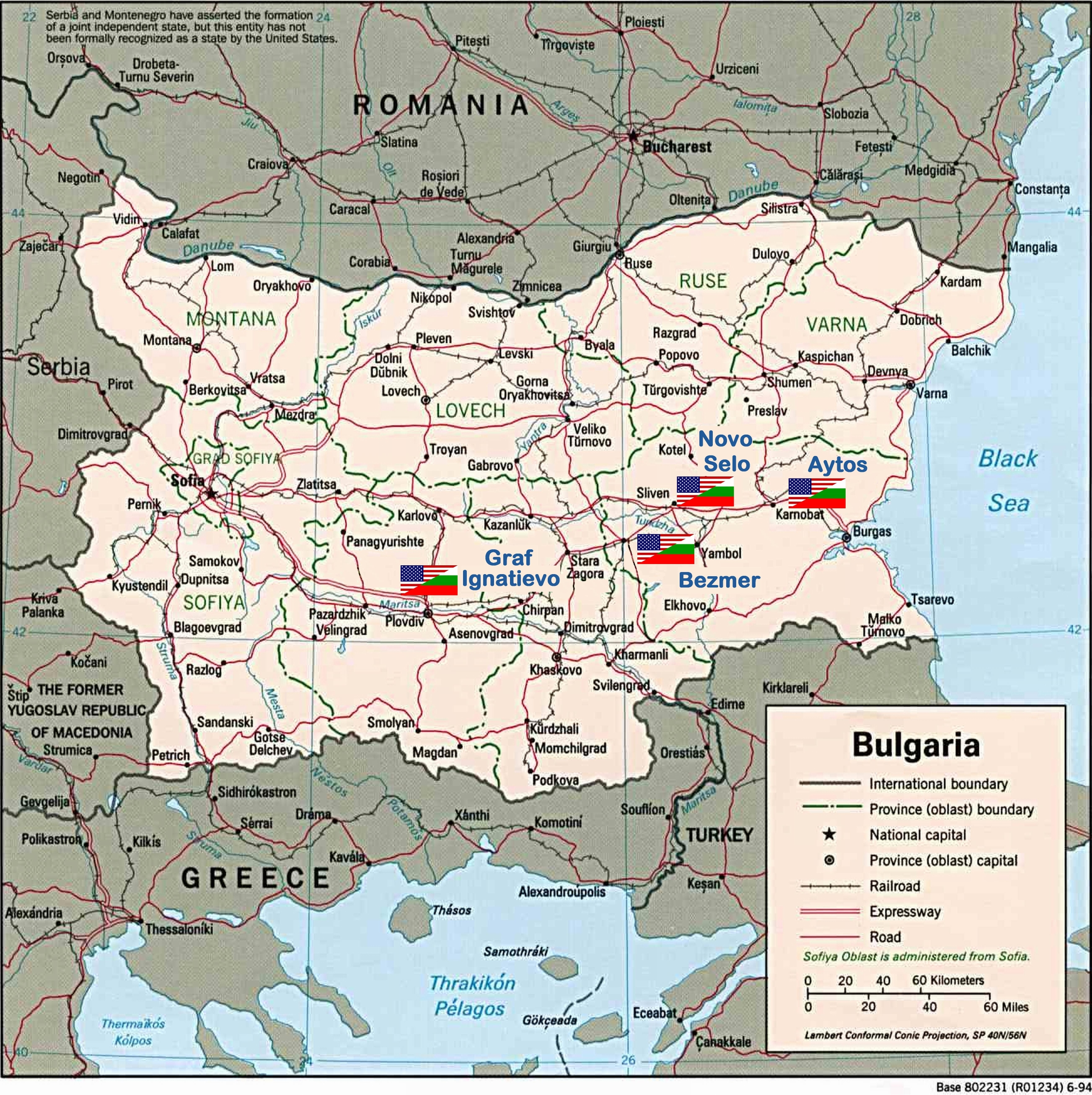
Joint US-Bulgarian military bases

Das Aitos Logistics Center ist ein Standort bei Ajtos, der zunächst vom bulgarischen Militär, derzeit aber als einer der Militärbasen der Vereinigten Staaten in Bulgarien genutzt wird, um den Truppenübungsplatz Nowo Selo logistisch mit Waren und Material zu unterstützen. Grundlage ist der Kooperationsvertrag zwischen den USA und Bulgarien von 2006.